# Lateral
Lateral byl kulturní časopis, který založil maďarský esejista a novinář Mihály Dés v roce 1994 v Barceloně. Jeho tisk byl ukončen v lednu 2006.
Tento nezávislý časopis se od svých prvních čísel věnoval různým tématům, mezi které patří literatura, myšlení, umění, film, politika a literární kritika, přičemž se částečně věnoval i literární tvorbě a v posledních číslech i fotografii. Ilustrace měly velký význam a doplňovaly naprostou většinu článků.
Název časopisu je odvozen z citátu převzatého z knihy Eliase Canettiho The Ordeal of the Flies: „Znalosti mění svou formu postupným růstem. Ve skutečném poznání není jednota. Stejně tak jako pohyb jezdce v šachu, tak i všechny opravdové skoky se provádí diagonálně. To, co se odvíjí v přímé linii a je vnímatelné, je též v důsledku irelevantní. Rozhodující je pokřivené poznání, a především právě to šikmé-boční."
Mezi autory, novináři, překladateli a vizuálními umělci, kteří spolupracovali s redakčním týmem Lateral, vynikají mimo jiné Jorge Herralde, Claudio López de Lamadrid, Roberto Bolaño, Imre Kertész, Mario Vargas Llosa, Juan Francisco Ferré, Julián Ríos, Matías Néspolo, Antonio Muñoz Molina, Eduardo Chirinos, Eduardo Mendoza, Cristina Peri Rossi, Guillermo Cabrera Infante, Robert Juan-Cantavella, Julio Villanueva Chang, Enrique Vila-Matas, Victoria Cirlot, Pablo d'Ors, Guadalupe Nettel, Héctor Abad Faciolince, Ignacio Vidal-Folch, David Trueba, Álvaro Pombo, Ana María Moix, Ignacio Echevarría, Lázaro Covadlo, Jorge Zentner, Chefi Viejo, Juan Gabriel Vásquez, Jorge Carrión, Lluís Alabern, Álvaro Colomer, Tamara Villoslada, Gabriela Wiener, Juan Trejo, Leonardo Valencia, Antonio Prometeo Moya, Use Lahoz, Eloy Fernández Porta, Marta Rebón, Ana S. Pareja, Jaime Rodríguez Z, Enric Casasses, David Castillo, Franciam Charlot, Pierre Marques, Antonio Ortuño, Agustín Fernández Mallo, Mercedes Cebrián, Mathias Enard nebo Ramón González Férriz. 